# 麗悅酒店

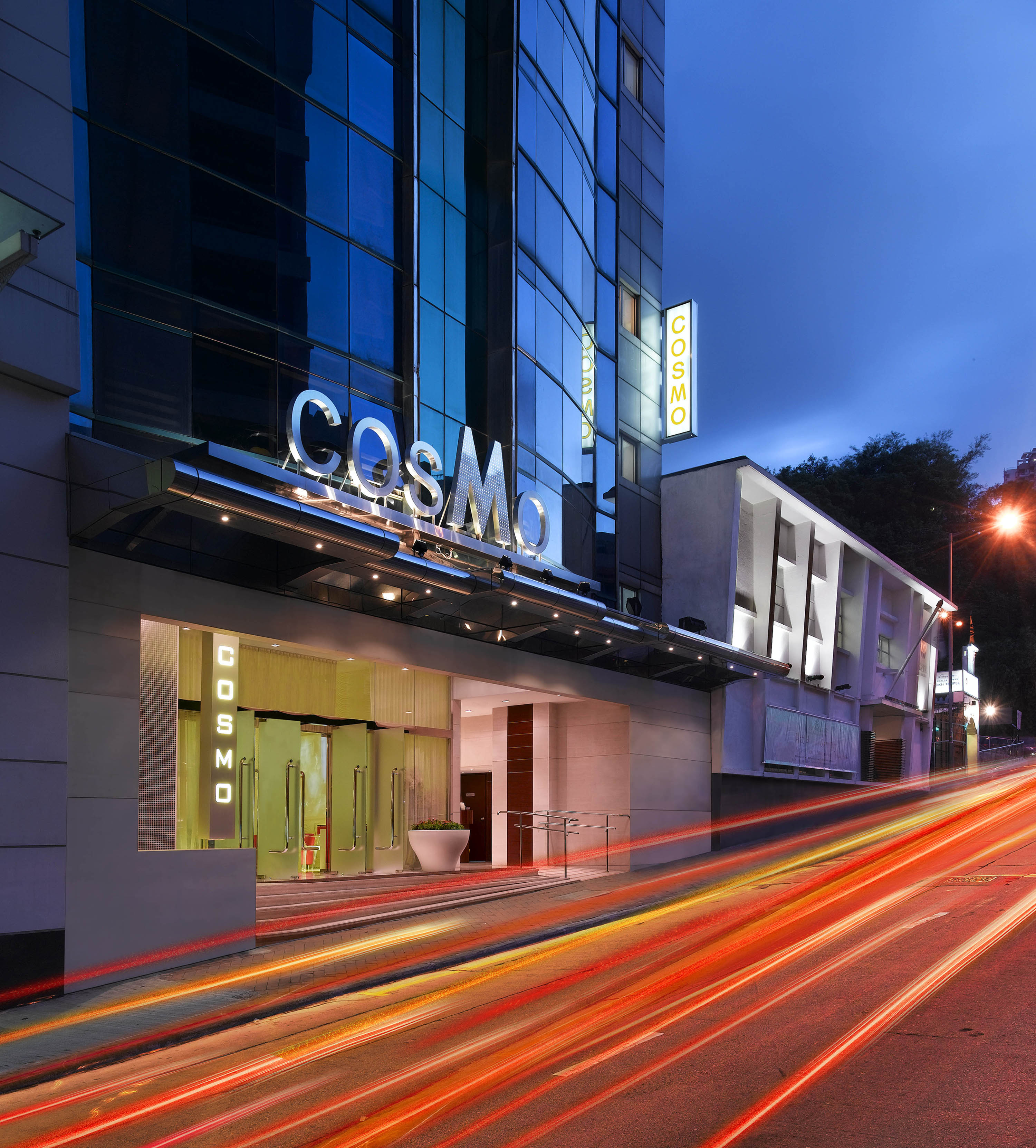
大堂入口

香港麗悅酒店（英語：Cosmo Hotel Hong Kong），為香港一間四星級精品酒店，位處於香港島灣仔皇后大道東375-377號，鄰近香港麗都酒店，即新華通訊社香港分社舊址，亦毗邻伊利沙伯体育馆、香港足球会和跑马地马场。2005年10月開幕，酒店共提供142間客房及套房，而所有客房分別採有橙、黃、綠三種主題顏色，可觀城市景色。酒店設穿梭巴士服務來往15個地點包括銅鑼灣、灣仔、金鐘、中環、太古及鰂魚涌。香港丽悦酒店为一间获Earthcheck铜级基准认证的酒店，而且是香港首间推行100%全面室内禁烟的四星级酒店。酒店由遠東發展其下帝盛酒店集團管理。
麗悅酒店前身是金銀大廈，為一幢普通的商業大廈，之後被遠東發展購入並改建為酒店，並由帝盛酒店集團（前身麗悅酒店集團）管理。

## 酒店設施
- 商務中心
- 6個宴會廳
- 健身室
- 旅遊服務台
- Breeze 室外休憩處

## 餐廳
- The Nooch Bar（酒吧）餐廳資料（页面存档备份，存于）
- 潮廳

## 獎項
- Tripadvisor “卓越獎”
- 米芝蓮 “最舒適酒店”
- Hong Kong Business“「企業高飛成就大獎」最佳環保城市酒店”

## 參看
- 香港酒店列表

## 外部連結
- 麗悅酒店官方網站（页面存档备份，存于）